# Мойка (река)
Мо́йка, (историческое название до 1797 года Мья) — сквозной проток в южной (левой) части дельты Невы. Представляет собой впадающий в Большую Неву правый рукав реки Фонтанки, вытекающий из неё по южной границе Летнего сада и Марсова поля.
В топонимике Петербурга гидроним «Мойка» часто служит как сокращённое (без добавления слова «набережная»), обиходное обозначение адресов по набережной Мойки — например, «музей-квартира Пушкина на Мойке, 12».

## Описание
Длина — 4,67 км, ширина до 40 м, наибольшая глубина до 3,2 м. Как видно на плане местности, снятом со старой шведской карты окрестностей Ниенштадта/Ниеншанца (предположительно, 1698 года), река представляла собой самостоятельный рукав нынешней Фонтанки ещё до основания Петербурга. Примыкая к Фонтанке под углом, близким к прямому, в силу законов гидродинамики исток этого рукава и его верховья постепенно заиливались, а в силу низкого естественного уклона заболачивалась вся местность вокруг. Аналогичная судьба, возможно, постигла близлежащий проток, который был самостоятельным на ранних этапах формирования дельты Невы, но затем превратился в заболоченную речку Кривушу. Процесс заболачивания истоков таких ответвлений усиливался с каждым петербургским наводнением, два из которых случились после основания города на интервале 5 лет (1703 и 1708).
В 1704 году Пётр I взялся за «обжитую и выгодно расположенную мызу [у истоков Фонтанки], где располагалось имение шведского майора Эриха Берндта фон Коноу (Конау) — небольшой домик с хозяйственным двором и садом», имея целью обустроить здесь свою летнюю резиденцию с обширным садом при ней — будущие Летний дворец и Летний сад. При этом царь повелел первому строителю сада, Ивану Угрюмову «перебить тое речку» — что его соратник и выполнил на следующий год: на плане 1705 года Фонтанка уже перекрыта плотиной. Неудивительно, что исток Мойки при этом заилился окончательно, а ближайшие окрестности Летнего сада превратились в болото. После этого в 1711 году плотину пришлось пробить, наведя вместо неё постоянный мост. В дополнение к расчистке природного истока Мойки, восстановившей её природную связь с Фонтанкой, по западному краю Летнего сада была вырыта Лебяжья канавка, которая соединила Мойку напрямую с Невой. Тем самым на восточной окраине исторического острова Усадица образовался новый искусственный остров между Невой, Фонтанкой и Мойкой, официально именуемый островом Летний Сад.
Протекая через центральную часть города, Мойка омывает с южной стороны Адмиралтейский остров (часть, которая называется 2-й Адмиралтейский остров); впадает слева в Неву (Большую Неву). От Мойки отходят Зимняя канавка и Лебяжья канавка, соединяющие её с Невой, а также канал Грибоедова, впадающий в Фонтанку.

## История
На старых шведских картах XVII века левый приток Невы, называемый сейчас рекой Мойкой, обозначен пиени муя йоки, что означает «маленькая грязная река». В русских писцовых книгах исходное финно-угорское Муя («грязная») зафиксировано как Мья, которое в дальнейшим и трансформировалось в Мойка. В России до 1797 года река официально называлась Мья, а первые упоминания Мойки зафиксированы с 1726 года.
Как видно из исторических карт, река представляла собой самостоятельный рукав нынешней Фонтанки ещё при шведах и в первые годы после основания Петербурга. Заболочивание её истоков произошло в результате перекрытия Фонтанки плотиной, осуществлённого в 1705 году по приказу Петра I при разбивке Летнего сада («перебить тое речку»), и было усугублено наводнением 1708 года. К началу работ по восстановлению природного режима Мойки, развернувшихся с 1711 года, уже создавалось впечатление, что река проистекает откуда-то из болот, окруживших Летний сад с запада и с юга. В дополнение к сносу плотины через Фонтанку и восстановлению истока Мойки из той же реки, в 1711—1719 годах Мойка получила два новых искусственных отвода от Невы: Лебяжью канавку между Летним садом и Марсовым полем и Красный канал — вдоль западной границы Марсова поля.
В первые годы строительства Петербурга Мойка служила условной границей города, хотя одновременно с этим активизировалось и заселение южного берега Фонтанки. При прокладке «Большой першпективной дороги» (ныне Невский проспект), соединившей по кратчайшей линии Адмиралтейство с Новгородской дорогой и лаврой, в месте пересечения этой магистрали с Мойкой в 1717—1718 или в 1720 году был построен деревянный подъёмный Зелёный мост. Рядом с ним для сбора податей при пересечении границы города был выстроен Мытный двор. Городская граница проходила в этом месте до 1726 года. Здесь же находился и Гостиный двор у Зелёного моста.
В 1720 году были созданы первые деревянные набережные Мойки, в 1736—1737 годах углублено дно реки. В 1798—1811 годах сооружены гранитные набережные от Фонтанки до современного Английского проспекта (левый берег) и Крюкова канала (правый берег). В 1960 году построены гранитные банкеты у Михайловского сада, в 1975 году — набережная от проспекта Маклина (ныне Английский проспект) до реки Пряжки.

## Мосты
Через реку переброшено 15 мостов, многие из которых являются достопримечательностями города.
От истока к устью:
- 1-й Инженерный мост
- 1-й Садовый мост
- 2-й Садовый мост
- Мало-Конюшенный мост
- Большой Конюшенный мост
- Певческий мост
- Зелёный мост
- Красный мост
- Синий мост
- Фонарный мост
- Почтамтский мост
- Поцелуев мост
- Краснофлотский мост
- Храповицкий мост
- Корабельный мост

## Достопримечательности
Мойка — единственная водная артерия Санкт-Петербурга, через которую переброшены цветные мосты.

## Мойка в поэзии
- Александр Кушнер «Пойдем же вдоль Мойки, вдоль Мойки…»[12]
- Корней Чуковский «Прямо в Мойку, прямо в Мойку с головою окунут…»[13]